# 香槟沙隆
香槟沙隆（法語：Châlons-en-Champagne，法語：[ʃɑlɔ̃ ɑ̃ ʃɑ̃paɲ] ⓘ），简称沙隆，法国东北部城市，大东部大区马恩省的一个市镇，同时也是该省的省会，下辖香槟沙隆区，其市镇面积为26.05平方公里，2022年1月1日时人口数量为43218人，在马恩省排名第二，仅次于兰斯，在所有法国城市中则排名第160位。
香槟沙隆位于马恩省中部，主城区位于马恩河右岸，是一个区域性的工商业中心城市。香槟沙隆历史悠久，公元451年发生的沙隆战役常被认作是西罗马帝国最后一场胜利，中世纪时因香槟酒生产和贸易而成为重要的商业集镇，法国大革命后成为马恩省省会，1982年至2015年间为香槟-阿登大区的首府。香槟沙隆也因当地驻扎的众多军事基地而闻名，后者被统称为香槟沙隆军区。

## 地名来源
“沙隆”一名来源于其高卢时期的名称卡塔劳努姆，中世纪中期曾以的形式被记载，法国大革命后，由于“香槟”一词含有较浓的封建色彩，（意为“在香槟地区”）后缀被替换为（意为“在马恩河畔”）。1997年，经法国民政部批准，马恩河畔沙隆（Châlons-sur-Marne）恢复原名。
该地常用名为“香槟沙隆”，不过法语地名后缀“en-XXX”在意译时通常译作“XXX地区”，且《世界地名翻译大辞典》中该地即译作“香槟地区沙隆”。

## 历史

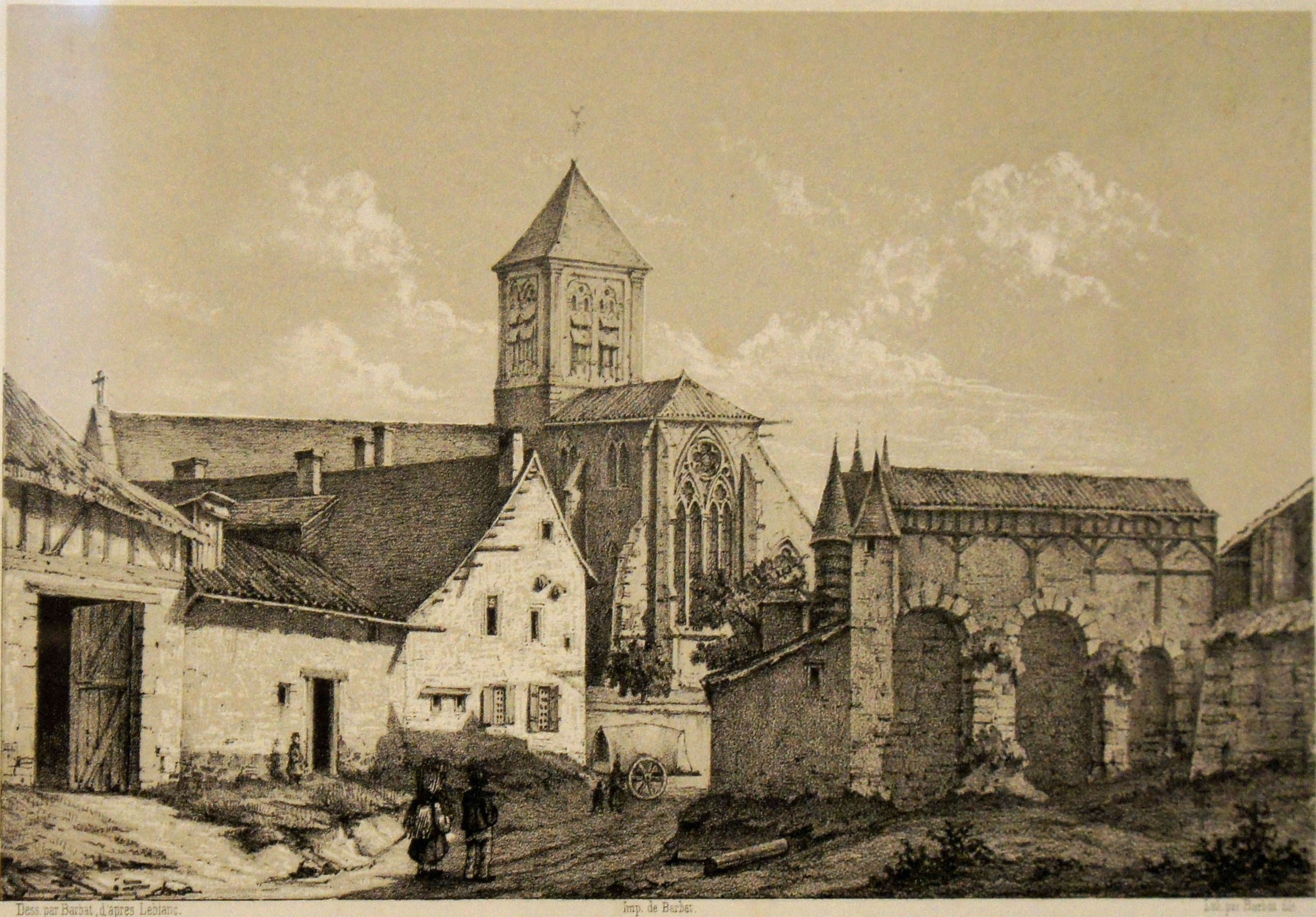
18世纪末的沙隆

香槟沙隆历史悠久，早在高卢时期为卡塔洛纳人的首府，被称为“卡塔劳努姆”。罗马人入侵后，卡塔劳努姆成为连接里昂和布洛涅之间的道路上的重要一站。公元5世纪后，由于西罗马帝国的日趋衰落，多个外族部落开始入侵高卢地区，公元451年，沙隆附近发生沙隆战役，西哥特国王狄奥多里克一世在战争中身亡。中世纪初期，沙隆逐渐发展成为一个区域性的行政中心，秃头查理曾在此设立了教堂；公元12世纪，沙隆成为十七城汉萨同盟成员，当地的葡萄酒及纺织品贸易获得快速发展，城市规模也不断扩大。英法百年战争及同期的黑死病疫情使得沙隆出现了一定程度的衰退。法国大革命后，改革派迫于宗教压力，将新成立的马恩省省政府设于香槟沙隆，尽管彼时沙隆的人口数量只有同省城市兰斯的五分之一。为了巩固沙隆的行政地位，大量军事设施及营地在沙隆境内或附近建立，其中位于沙隆北部的“穆尔默隆军营”一度被称为“皇家军营”。1849年，连通沙隆的巴黎－斯特拉斯堡铁路建成通车，前往桑斯、兰斯和凡尔登方向的铁路也在此交汇，沙隆成为了重要的铁路枢纽，并出现了多个工业部门。第一次世界大战期间，沙隆市区受到了较大的破坏，后于20世纪20年代末完成恢复重建。1982年至2015年间，香槟沙隆为香槟-阿登大区的首府。

## 地理

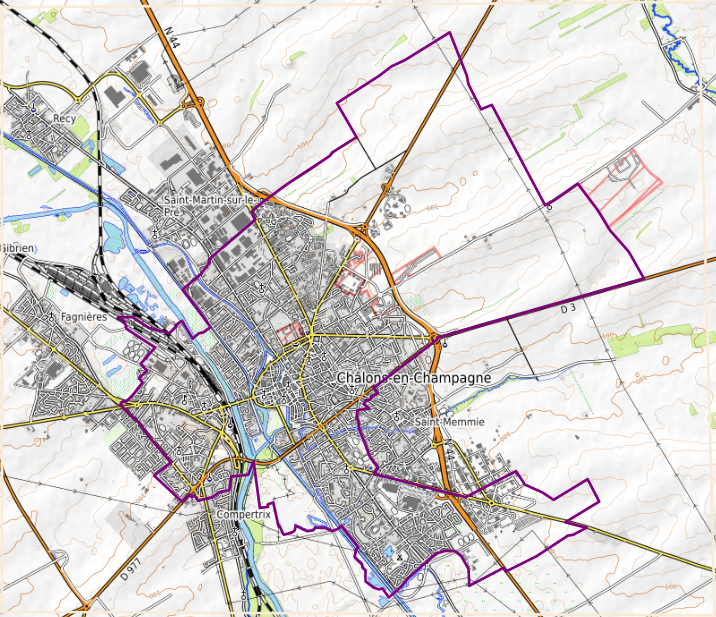
香槟沙隆市镇地图

香槟沙隆位于法国东北部，大东部大区西部和马恩省中部，距离法国首都巴黎大约165公里，距离大区首府斯特拉斯堡大约317公里。与香槟沙隆接壤的市镇包括：莱皮讷、孔佩尔特里、法尼耶尔、圣马丹叙勒普雷、圣梅米、萨里。

### 地形
香槟沙隆位于阿尔贡山系西侧，巴黎盆地东部边缘，法国地理学将这片区域称为“白垩香槟”，境内地势平坦，一些地方为浅丘地貌，全境海拔在79到153米之间。

### 水文
马恩河干流自东南向西北流经香槟沙隆境内，该河是塞纳河的右岸支流，后者为法国五大河流之一。人口开凿的圣马丁运河则沿马恩河右岸延伸，部分河段进入香槟沙隆市区，现已基本废弃，但仍具备航运条件。

### 植被
香槟沙隆属于温带落叶林区，市区内的主要绿地公园包括英格兰公园（Parc Anglais）、昂特拉尔花园等，均常年免费向公众开放。
在鲜花城市的评比中，香槟沙隆被评为4星级（最高级别）鲜花城市。

### 气候
香槟沙隆在柯本气候分类法中属于温带海洋性气候，年温差较小，降水分布均匀。
距离香槟沙隆最近的气象站位于市区西部的法尼耶尔境内，以下为该气象站的数据：
| 香槟沙隆1981年－2019年 | 香槟沙隆1981年－2019年 | 香槟沙隆1981年－2019年 | 香槟沙隆1981年－2019年 | 香槟沙隆1981年－2019年 | 香槟沙隆1981年－2019年 | 香槟沙隆1981年－2019年 | 香槟沙隆1981年－2019年 | 香槟沙隆1981年－2019年 | 香槟沙隆1981年－2019年 | 香槟沙隆1981年－2019年 | 香槟沙隆1981年－2019年 | 香槟沙隆1981年－2019年 | 香槟沙隆1981年－2019年 |
| 月份                   | 1月                    | 2月                    | 3月                    | 4月                    | 5月                    | 6月                    | 7月                    | 8月                    | 9月                    | 10月                   | 11月                   | 12月                   | 全年                   |
| ---------------------- | ---------------------- | ---------------------- | ---------------------- | ---------------------- | ---------------------- | ---------------------- | ---------------------- | ---------------------- | ---------------------- | ---------------------- | ---------------------- | ---------------------- | ---------------------- |
| 历史最高温 °C（°F）    | 15.9 (60.6)            | 17.7 (63.9)            | 24.4 (75.9)            | 28.7 (83.7)            | 32.3 (90.1)            | 36.7 (98.1)            | 37.6 (99.7)            | 41.1 (106.0)           | 33 (91)                | 28.2 (82.8)            | 21.8 (71.2)            | 16.8 (62.2)            | 41.1 (106.0)           |
| 平均高温 °C（°F）      | 5.7 (42.3)             | 7.2 (45.0)             | 11.5 (52.7)            | 15.1 (59.2)            | 19.2 (66.6)            | 22.4 (72.3)            | 25.5 (77.9)            | 25 (77)                | 20.7 (69.3)            | 15.7 (60.3)            | 9.7 (49.5)             | 6.2 (43.2)             | 15.3 (59.5)            |
| 日均气温 °C（°F）      | 2.9 (37.2)             | 3.7 (38.7)             | 7 (45)                 | 9.7 (49.5)             | 13.7 (56.7)            | 16.6 (61.9)            | 19.1 (66.4)            | 18.8 (65.8)            | 15.3 (59.5)            | 11.5 (52.7)            | 6.5 (43.7)             | 3.6 (38.5)             | 10.7 (51.3)            |
| 平均低温 °C（°F）      | 0.1 (32.2)             | 0.1 (32.2)             | 2.5 (36.5)             | 4.3 (39.7)             | 8.3 (46.9)             | 10.8 (51.4)            | 12.8 (55.0)            | 12.6 (54.7)            | 9.9 (49.8)             | 7.2 (45.0)             | 3.4 (38.1)             | 1.1 (34.0)             | 6.1 (43.0)             |
| 历史最低温 °C（°F）    | −21 (−6)               | −14.6 (5.7)            | −12.4 (9.7)            | −5.2 (22.6)            | −0.7 (30.7)            | 0.3 (32.5)             | 4 (39)                 | 3.6 (38.5)             | 0.8 (33.4)             | −4 (25)                | −13 (9)                | −18 (0)                | −21 (−6)               |
| 平均降水量 mm（）      | 49.8 (1.96)            | 43.5 (1.71)            | 50.2 (1.98)            | 48 (1.9)               | 56.2 (2.21)            | 61.1 (2.41)            | 56.5 (2.22)            | 55.6 (2.19)            | 52.6 (2.07)            | 61.1 (2.41)            | 52.5 (2.07)            | 62.2 (2.45)            | 649.3 (25.56)          |
| 月均日照時數           | 60                     | 98.4                   | 132                    | 132                    | 144                    | 141.6                  | 206.4                  | 204                    | 194.4                  | 148.8                  | 91.2                   | 72                     | 1,624.8                |
| 来源：infoclimat.fr    |                        |                        |                        |                        |                        |                        |                        |                        |                        |                        |                        |                        |                        |

## 行政区划

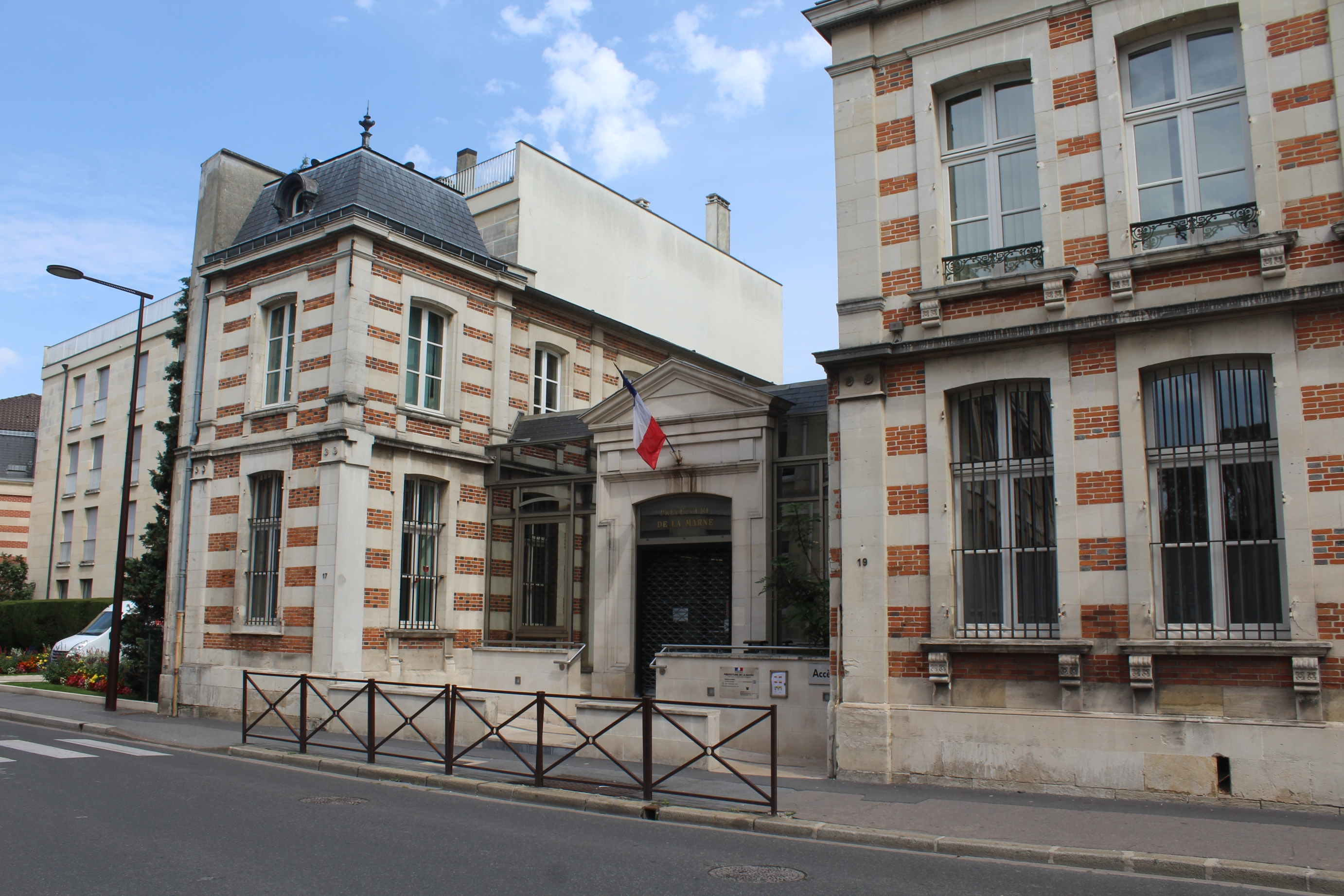
马恩省政府

香槟沙隆是法国大东部大区马恩省的一个市镇，编号为51108，它也是马恩省的省会。香槟沙隆下辖香槟沙隆区，隶属于马恩省第四选区，管理香槟沙隆第一县、第二县和第三县，同时也是香槟沙隆城市圈公共社区的办公驻地。
香槟沙隆市镇被划为12个街区，并实行街区自治制度。
法国国家统计与经济研究所（简称）在进行数据统计时，将香槟沙隆及相邻的另外4个市镇设为香槟沙隆城市核心区，并将包括核心区在内的周边共66个市镇划为香槟沙隆城市区。自2020年起，香槟沙隆城市区被包含97个市镇的香槟沙隆城市辐射区代替。此外，还将香槟沙隆市镇分为了23个“块区”（IRIS），以便于统计人口分布情况。

## 交通

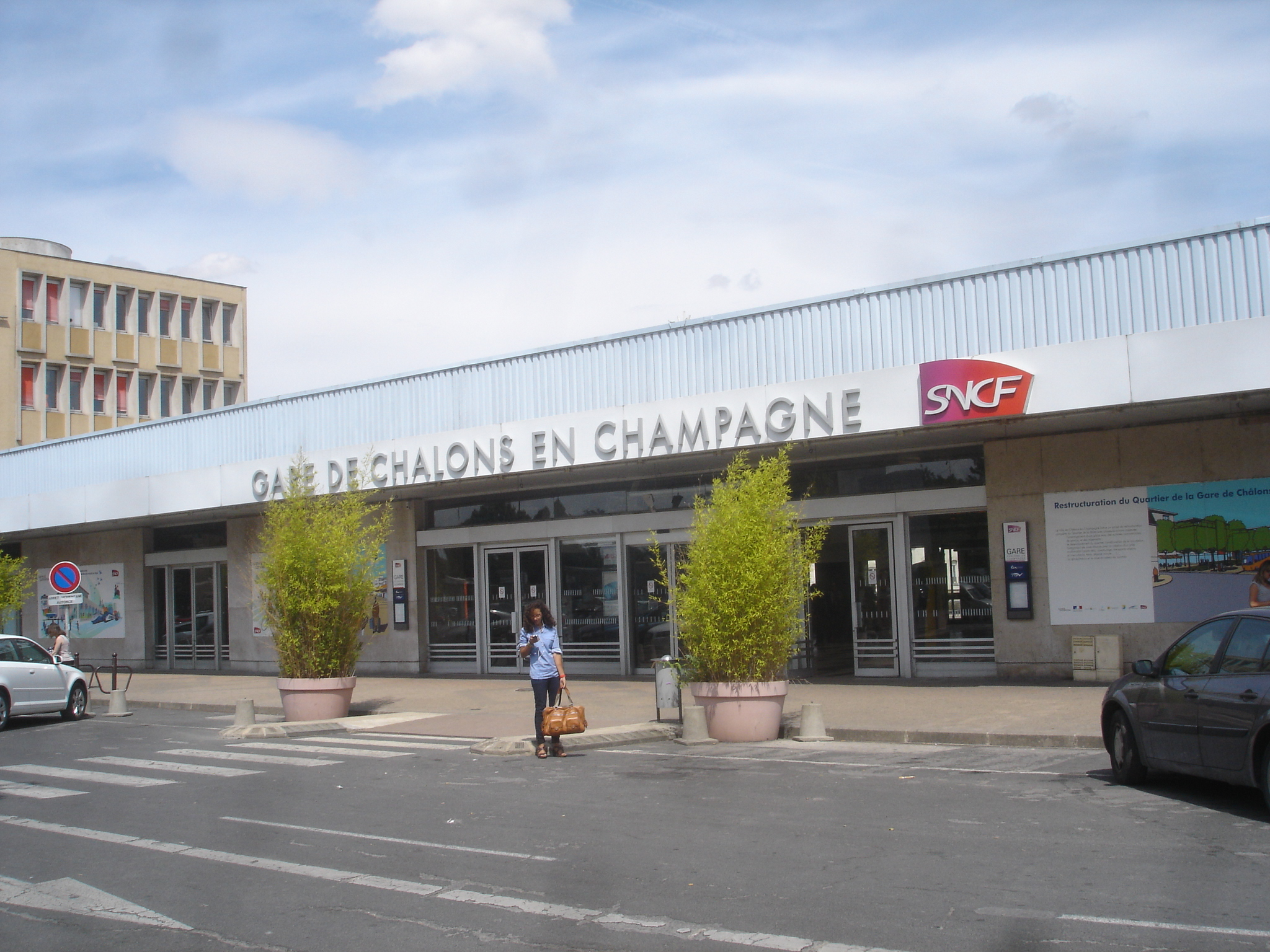
香槟沙隆火车站

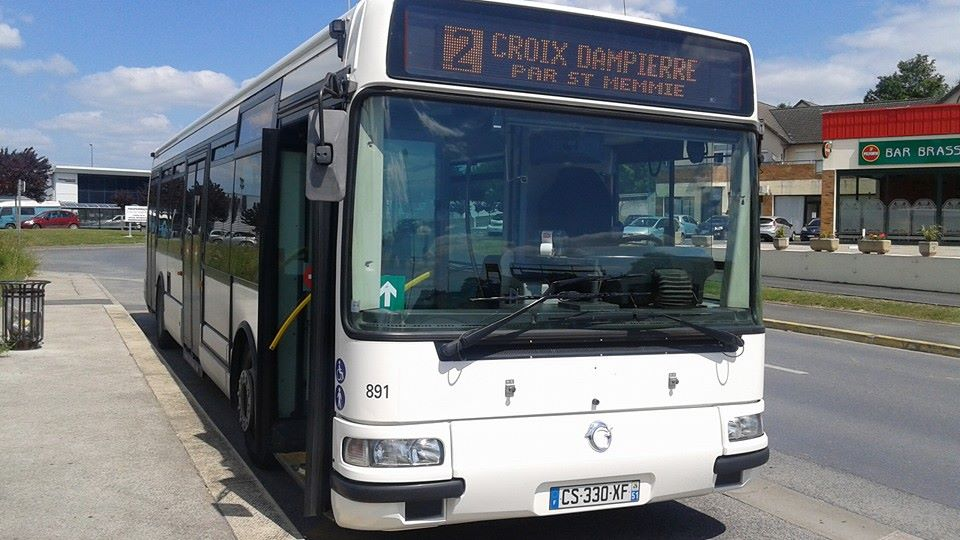
香槟沙隆公交2路

### 公路
法国A4和A26两条高速公路分别从香槟沙隆北郊和西郊过境，并均设有出入口可通向市区；法国国道N44线则经过香槟沙隆市区，并形成了纵贯市区南北的快速通道；此外还有多条马恩省省道在香槟沙隆境内交汇。
大东部大区公共交通开行由香槟沙隆前往凡尔登方向的城际班车，其下属的省级城际客运线网则含有可前往圣默努和大穆尔默隆方向的巴士。
2015年，70%的香槟沙隆家庭拥有至少一辆的私人汽车。2016年，香槟沙隆境内共发生各类交通事故19起，造成4人遇难，22人受伤。

### 铁路
香槟沙隆位于巴黎－斯特拉斯堡铁路和香槟沙隆－兰斯铁路的交汇处，前往特鲁瓦和凡尔登方向的铁路线分别已于20世纪50年代和2013年底停止客运服务。香槟沙隆火车站位于市区西部，马恩河左岸，是该市境内唯一的铁路客运车站，该站每天停靠往返于巴黎和巴勒迪克之间的高速列车，前往巴黎的最短运行时间为1小时8分钟；此外该站还开行前往兰斯、南锡、第戎、肖蒙和斯特拉斯堡等地的区域列车。2018年，该站累计发送旅客数量为71.8万人次，是法国铁路系统当中的b类车站。

### 航空
沙隆-瓦特里机场，又称“巴黎-瓦特里机场”，位于沙隆市区以南22公里处，原为军事机场，自20世纪90年代起开行少量廉价民用航线，可前往非斯、马拉喀什和波尔图。

### 城市公共交通
香槟沙隆城市公共交通（商业名称为）是当地的公交系统，截至2020年4月，该系统路网共包含了常规公交线路8条，覆盖了市区及周边主要街道，同时还设有定制公交服务。

## 政治

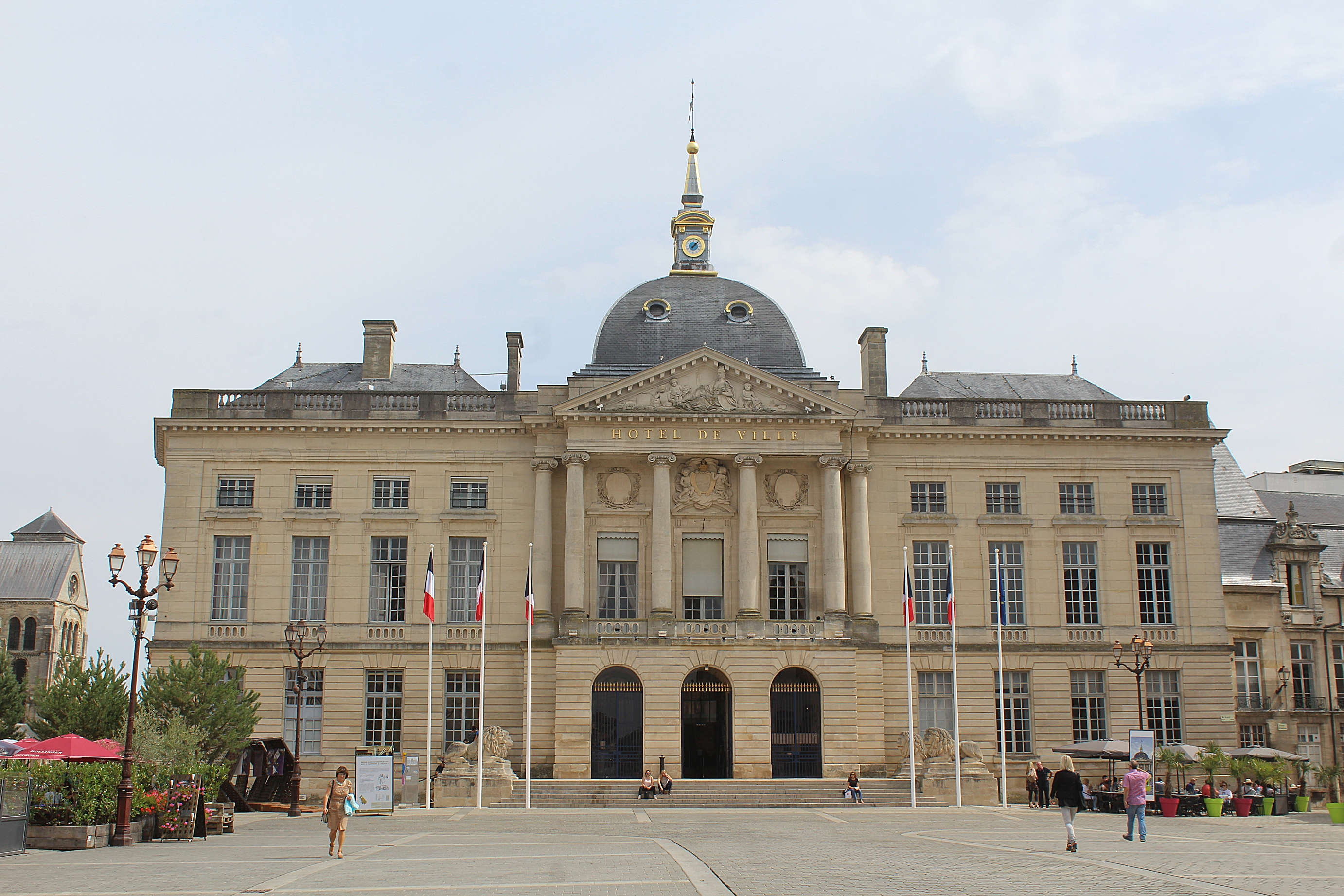
香槟沙隆市政厅

香槟沙隆的现任市长为伯努瓦·阿帕吕先生，他是一名右翼无党派人士，在2014年的市政选举中获得了46.49%的支持率；在2020年的市政选举中则获得46.03%的支持率。
在2017年的法国总统大选中，法国第25任总统埃马纽埃尔·马克龙在香槟沙隆获得了62.74%的支持率。
| 香槟沙隆历届市长 |                    |                                              |
| 任期             | 市长               | 党派                                         |
| 1945年－1947年   | 伊雷内·德莱瓦克    | DVG左翼无党派人士                            |
| 1947年－1953年   | 路易·拉福雷        | RPF法国人民联盟                              |
| 1953年－1959年   | 贝尔纳·达尔布埃    | MRP人民共和运动                              |
| 1959年－1965年   | 保罗·西莫诺        | CNRS社会共和人党                             |
| 1965年－1973年   | 让·德格拉夫        | UNR新共和国联盟 →UDR共和国保卫联盟           |
| 1973年－1977年   | 米歇尔·梅纳尔      | CDS社会民主中心                              |
| 1977年－1995年   | 让·雷西耶          | PCF法国共产党                                |
| 1995年－2014年   | 布吕诺·布尔-布罗克 | RPR保衛共和聯盟 →UMP人民运动联盟             |
| 2014年－         | 伯努瓦·阿帕吕      | UMP人民运动联盟 →LR共和黨 →DVD右翼无党派人士 |

## 人口
2018年，香槟沙隆市镇人口数量为44,246，在法国排名第160位。其中男性21,578人，女性23,175人，75岁及以上人口占7.9%，外籍人口数量为11,754人，人口密度为1,699人/平方公里，当地居民被称为（男性）或（女性）。2019年，香槟沙隆境内出生486人，死亡人口393人。
| 年份   | 1936   | 1946   | 1954   | 1962   | 1968   | 1975   | 1982   | 1990   | 1999   | 2006   | 2011   | 2016   | 2018   |
| ------ | ------ | ------ | ------ | ------ | ------ | ------ | ------ | ------ | ------ | ------ | ------ | ------ | ------ |
| 人口數 | 35,530 | 31,120 | 36,834 | 41,705 | 50,764 | 52,275 | 51,137 | 48,423 | 47,339 | 46,184 | 45,153 | 44,980 | 44,246 |

## 经济
香槟沙隆是一个区域性的经济中心，马恩省工商会总部所在地。截至2021年5月，当地共有各类用人单位4,530家，其中98.14%为中小型企业，平均历史为16年。行政、医疗、社会服务和商业展览为当地的重要经济支柱。（汽车配件制造）、（软件工程）及（财政管理）是当地2019年营业额最高的三个企业，分别为134,587,743欧元、34,799,359欧元和31,745,063欧元。

## 财政收入
2019年，香槟沙隆的财政收入总额为70,130,200欧元，财政支出总额为57,309,700欧元，当年的债务总额为36,693,100欧元。2020年，香槟沙隆共获得18,929,270欧元的国家财政补助，与上一年基本持平。
2017年，香槟沙隆的人均月收入总额为1,972欧元，其中高级职员为3,606欧元，低于法国平均水平（4,214欧元）；中级职员为2,134欧元，低于法国平均水平（2,353欧元）；普通职员为1,591欧元，亦低于法国平均水平（1,690欧元）。
2017年，香槟沙隆境内的青壮年（15至64岁）失业率为17.4%，当地46%的家庭拥有纳税资格，平均纳税2,501欧元，低于法国平均水平（3,888欧元）。

## 社会事务

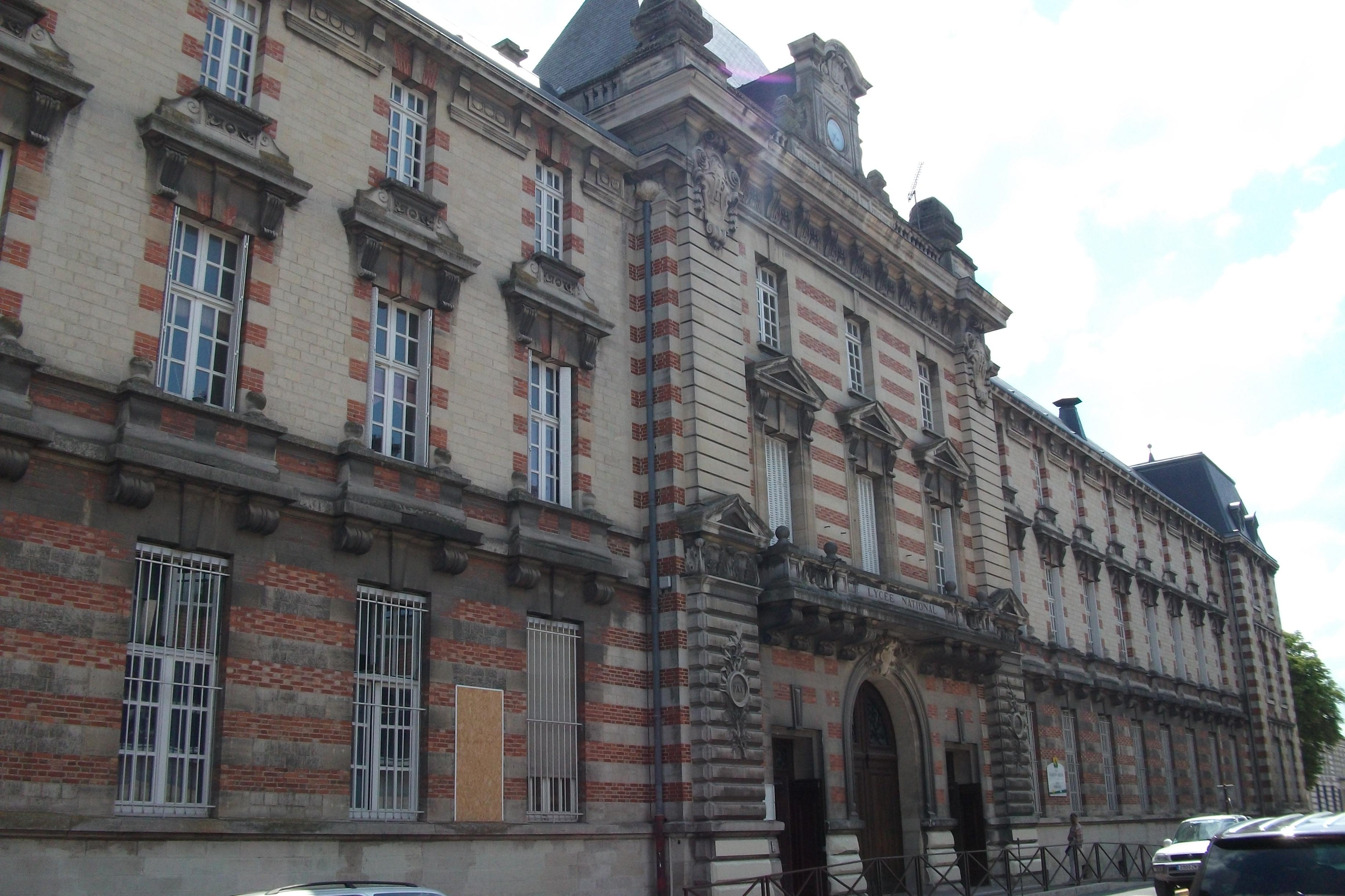
巴扬高级中学

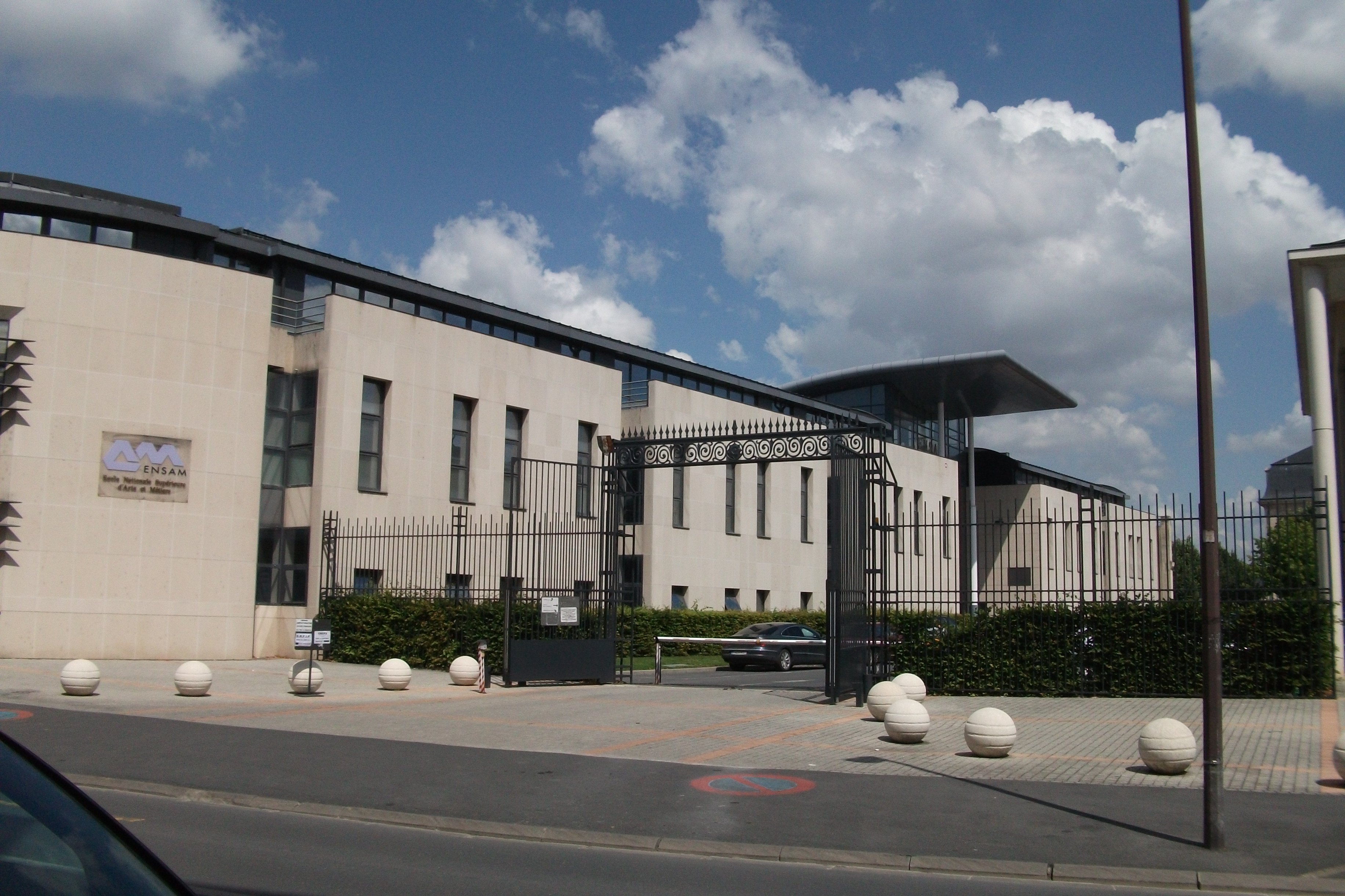
法国国立高等工程技术学校香槟沙隆校区

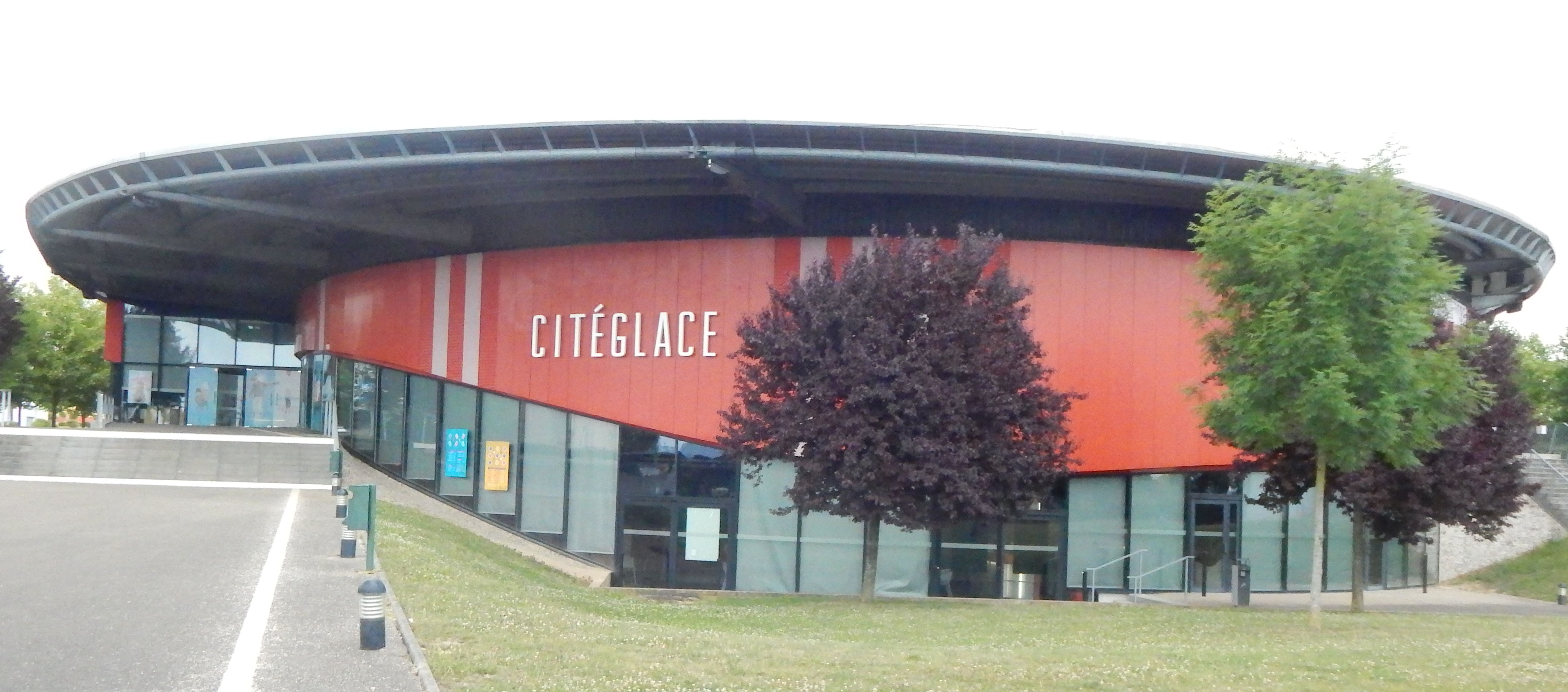
香槟沙隆滑冰场

### 教育
香槟沙隆属于兰斯学区。截止2018年1月1日，香槟沙隆境内共有12所幼儿园、14所小学、5所初级中学和4所普通高中。2018至2019学年度，香槟沙隆境内共有学生6,297名。
在高等教育方面，法国国立高等工程技术学校国际交换学院设于香槟沙隆境内，此外兰斯大学下属的应用技术学院也在香槟沙隆设有一个校区。

### 医疗
截止2019年1月1日，香槟沙隆境内共有全科医生42名、保健师33名、牙医32名、护士45名、耳科医生1名、眼科医生4名、皮肤科医生3名、助产士5名和儿科医生3名。境内共有药房19家、养老院9家、残疾人帮扶中心9家。
香槟沙隆中心医院（Centre Hospitalier de Châlons-en-Champagne）是法国的一个区域性医疗机构，其主病区位于香槟沙隆市区，设有内科、外科和妇女儿童三个科室，共设有床位351个，是当地规模最大的公立综合性医院。

### 住房
2017年，香槟沙隆境内共有各类住房23,700套，其中31.4%为独立式居民区，66.8%为集中式居民区。常住房屋占香槟沙隆市镇范围内居民建筑总量的90.3%。
在住房保障政策方面，2017年，香槟沙隆境内共有6,809户家庭获得了住房经济补助，受益人数占总人口数量的15.2%，其中6,656份为房租补助。

### 商业
2019年，香槟沙隆境内共有各类实体商铺866家，其中餐厅127家、大型超市13家、杂货店21家、面包房34家、肉铺11家、书店10家、装饰品店4家、银行门店21家、美容美发店66家、汽车维修店48家。市区南北两侧均建有大型开放式商业街区，分别建有家乐福和Intermarché超市。

### 体育
2019年，香槟沙隆境内共有1家游泳池、16间体育馆、3座综合体育场、13处网球场、1处马术场、11处足球或橄榄球场以及11处篮球或排球场。
沙隆-兰斯香槟篮球俱乐部成立于2010年，2021至2022赛季参加法国篮球甲级联赛。
截至2021年5月，香槟沙隆境内共有5家注册足球俱乐部，其中沙隆足球俱乐部（Châlons Football Club Olympique）是当地的代表性足球队，2021至2022赛季参加大东部大区足球联赛。

### 环境
香槟沙隆的环境事务由其所属的公共社区负责。2017年，香槟沙隆境内共有3家污染企业。

### 治安
2019年，香槟沙隆市镇范围内共有1处派出所和1处宪兵队。
2014年，香槟沙隆及附近地区共发生各类案件4,295起，其中盗窃类案件2,486起，经济类案件514起，毒品交易类案件155起。
香槟沙隆周边设有多个军事基地，被统称为香槟沙隆军区，2015年6月，随着法国军队的改制，一些驻香部队被整合或搬迁。

## 文化
2017年，香槟沙隆境内共有2个剧场、2个电影院、3个博物馆和1个音乐厅。

### 建筑
香槟沙隆境内有多处法国国家文物保护单位，马恩省委员会和香槟沙隆市政厅的前身分别为傅里叶大讲堂和圣埃斯普里神学院，现均为当地的地标性建筑物，乔治·蓬皮杜图书馆和香槟沙隆建筑博物馆则为当地的重要文化设施。

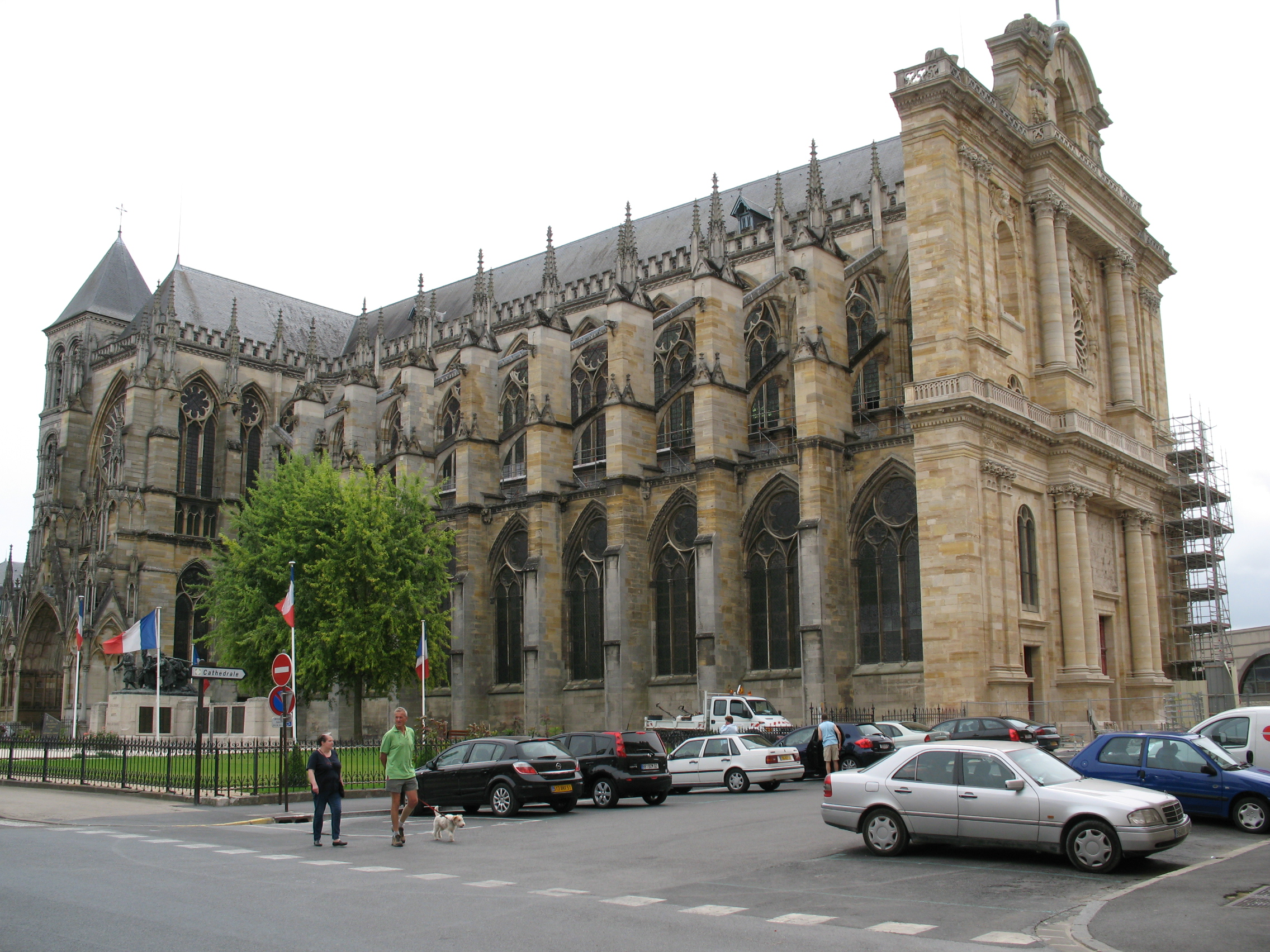
沙隆圣斯德望主教座堂
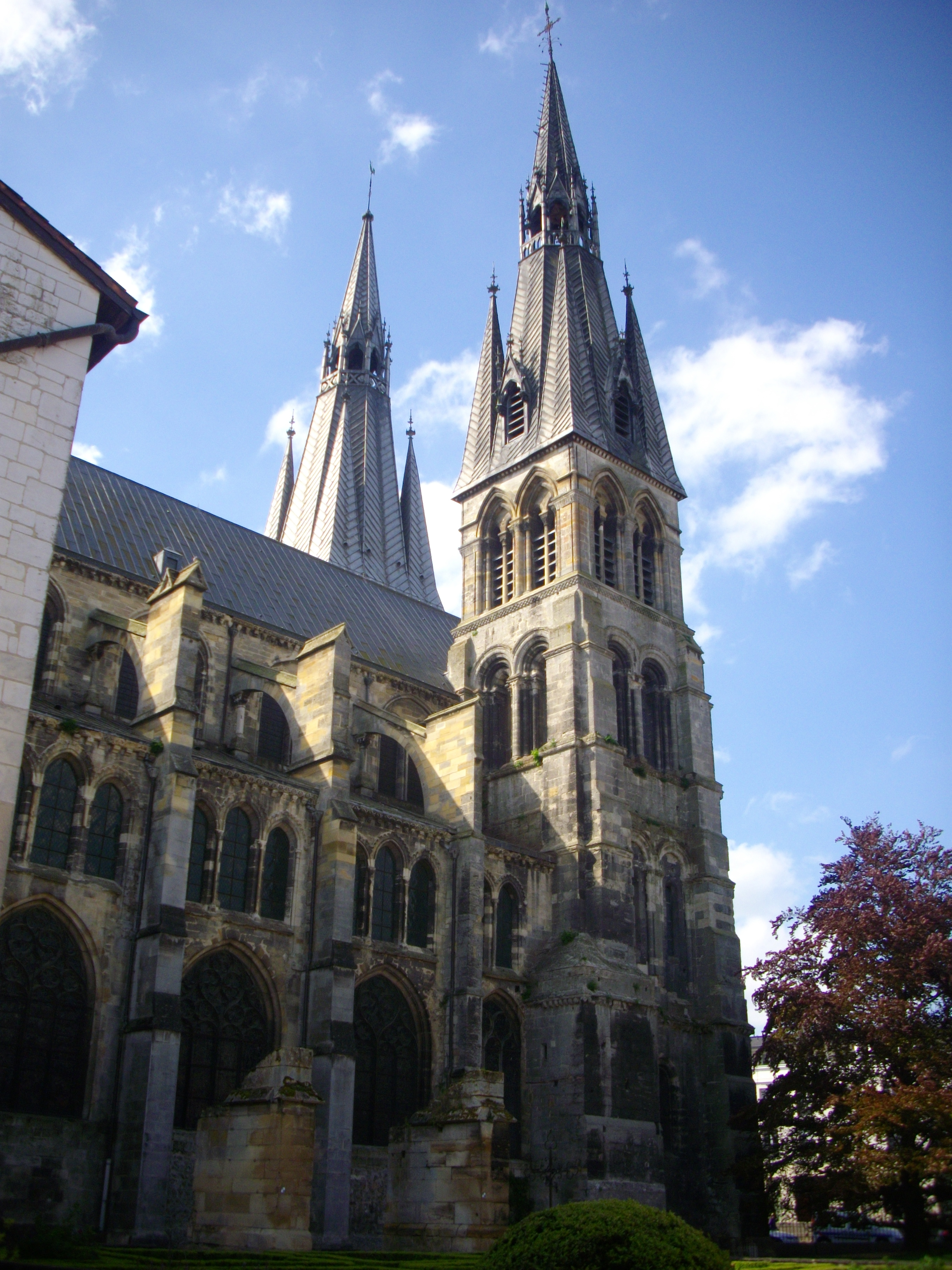
圣母大教堂（法语：Collégiale Notre-Dame-en-Vaux de Châlons-en-Champagne）
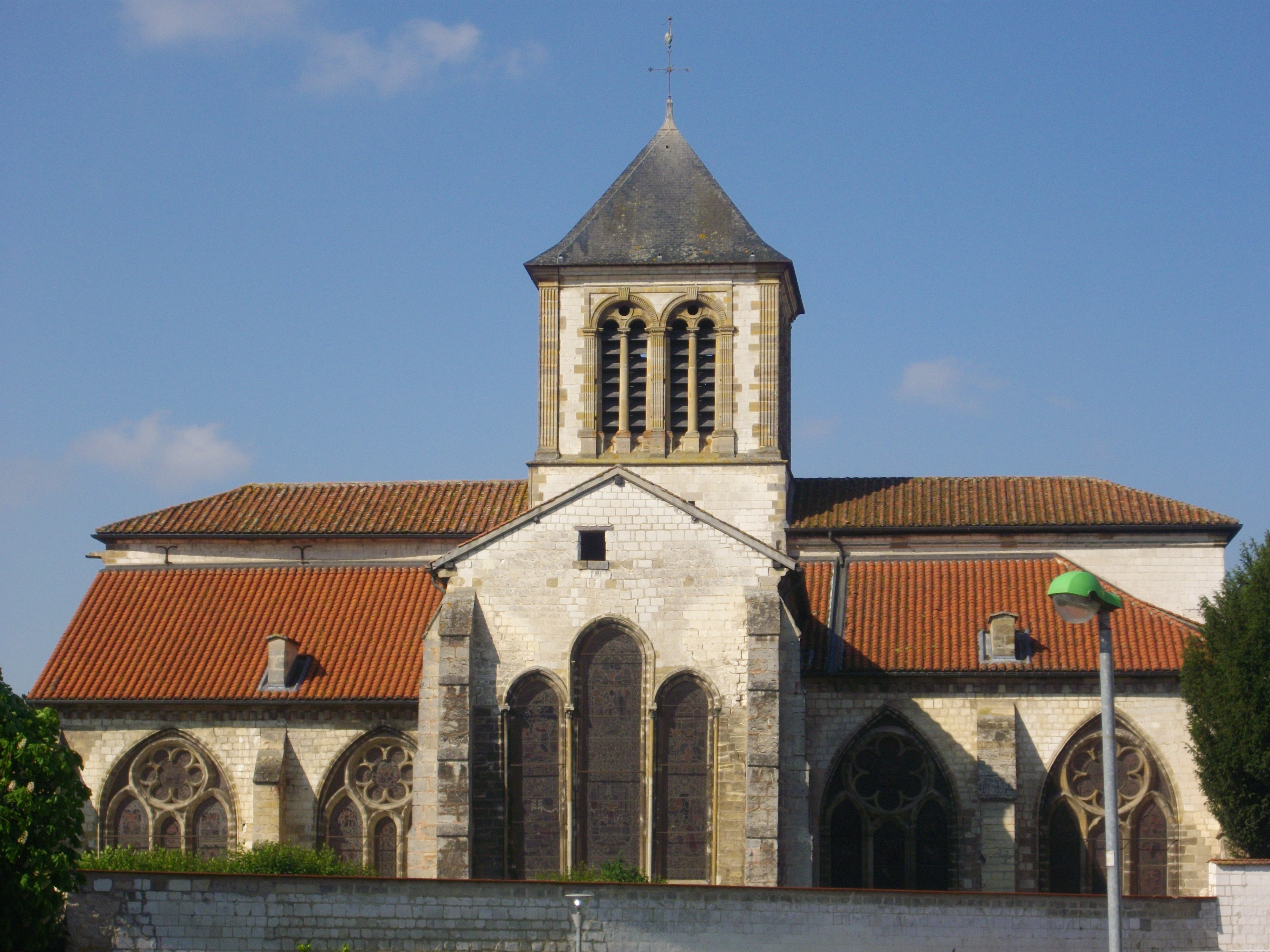
圣让教堂（法语：Église Saint-Jean de Châlons-en-Champagne）
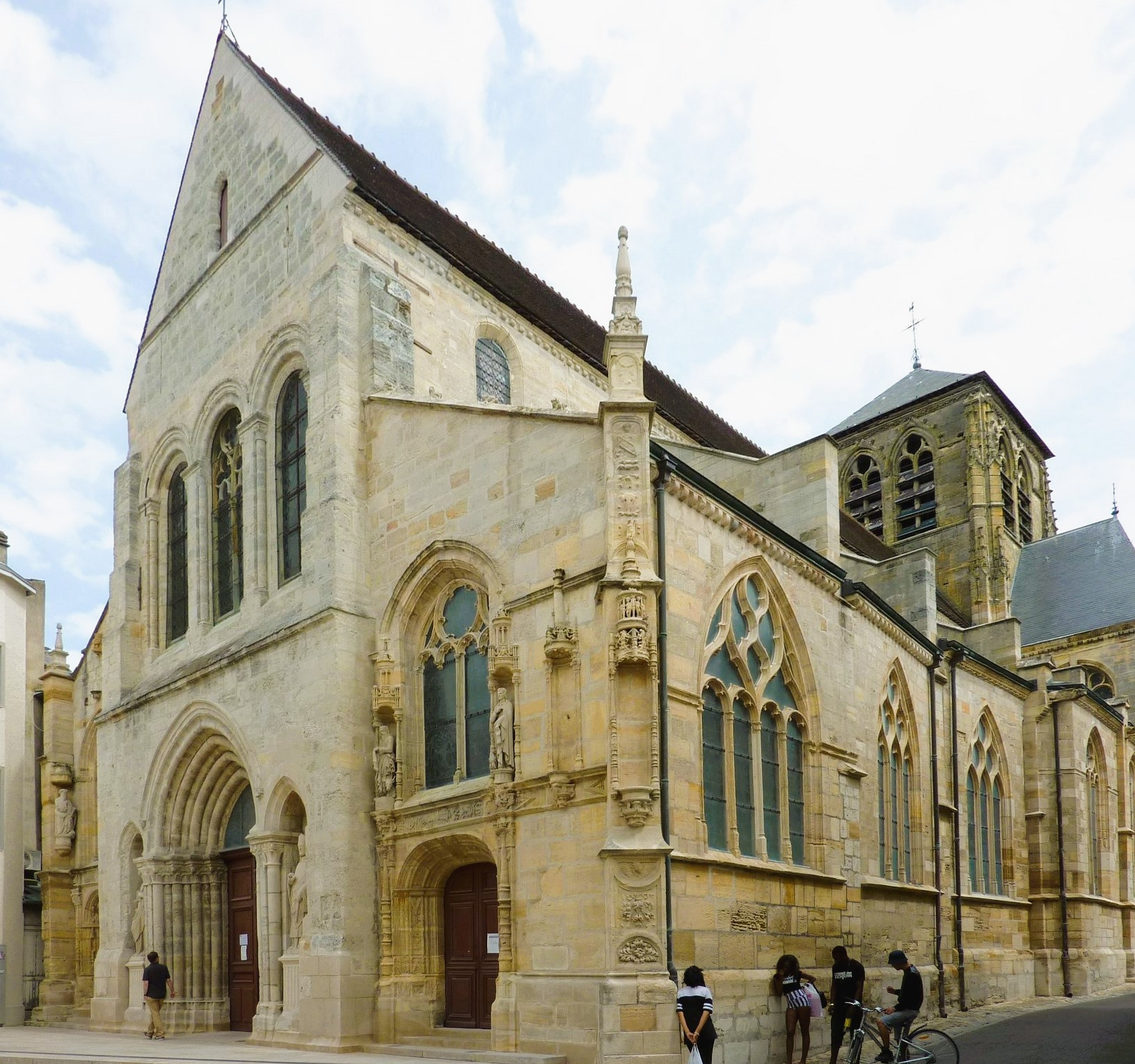
圣阿尔潘教堂（法语：Église Saint-Alpin de Châlons-en-Champagne）
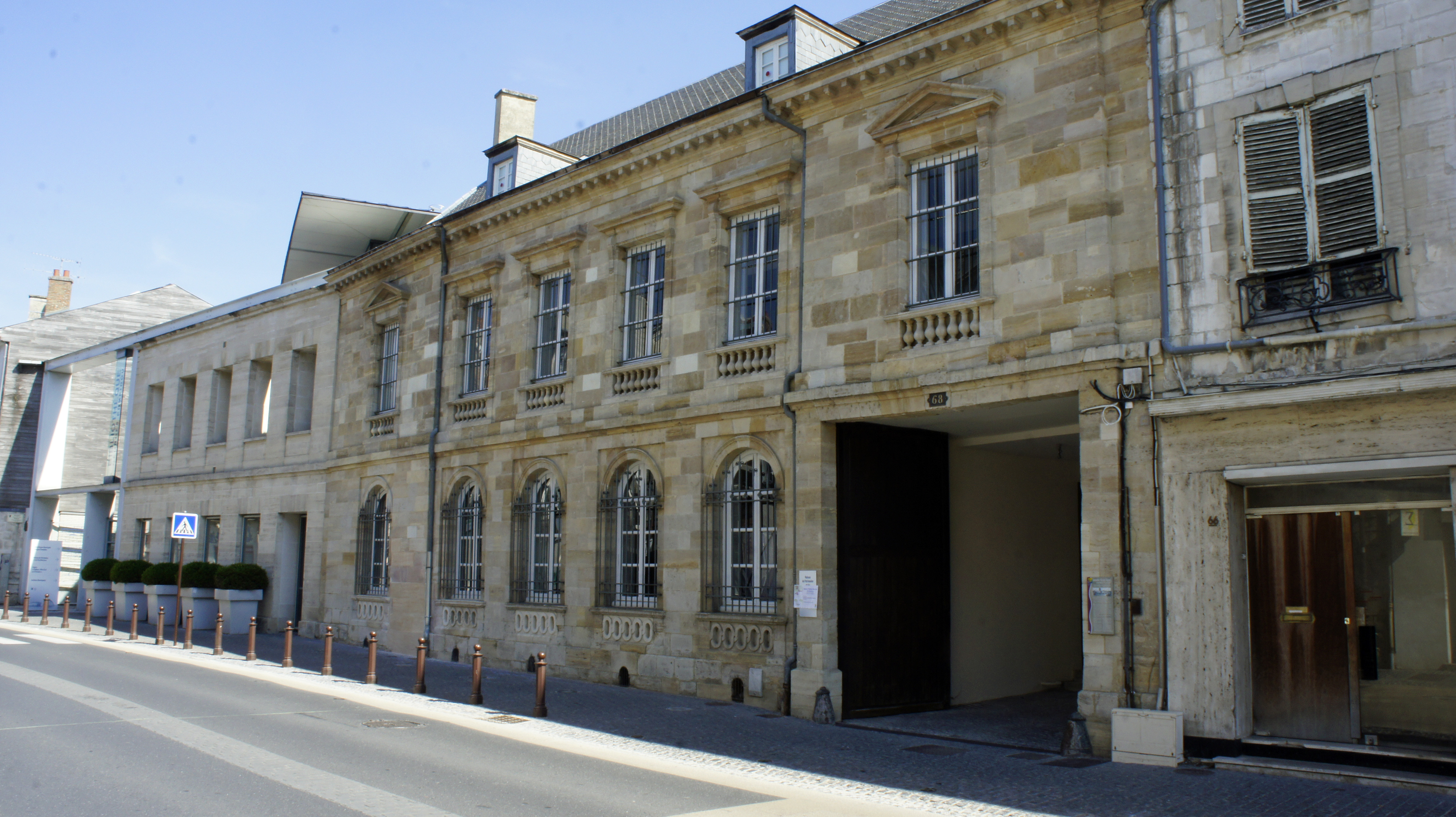
乔治·蓬皮杜图书馆（法语：Bibliothèque Georges-Pompidou）
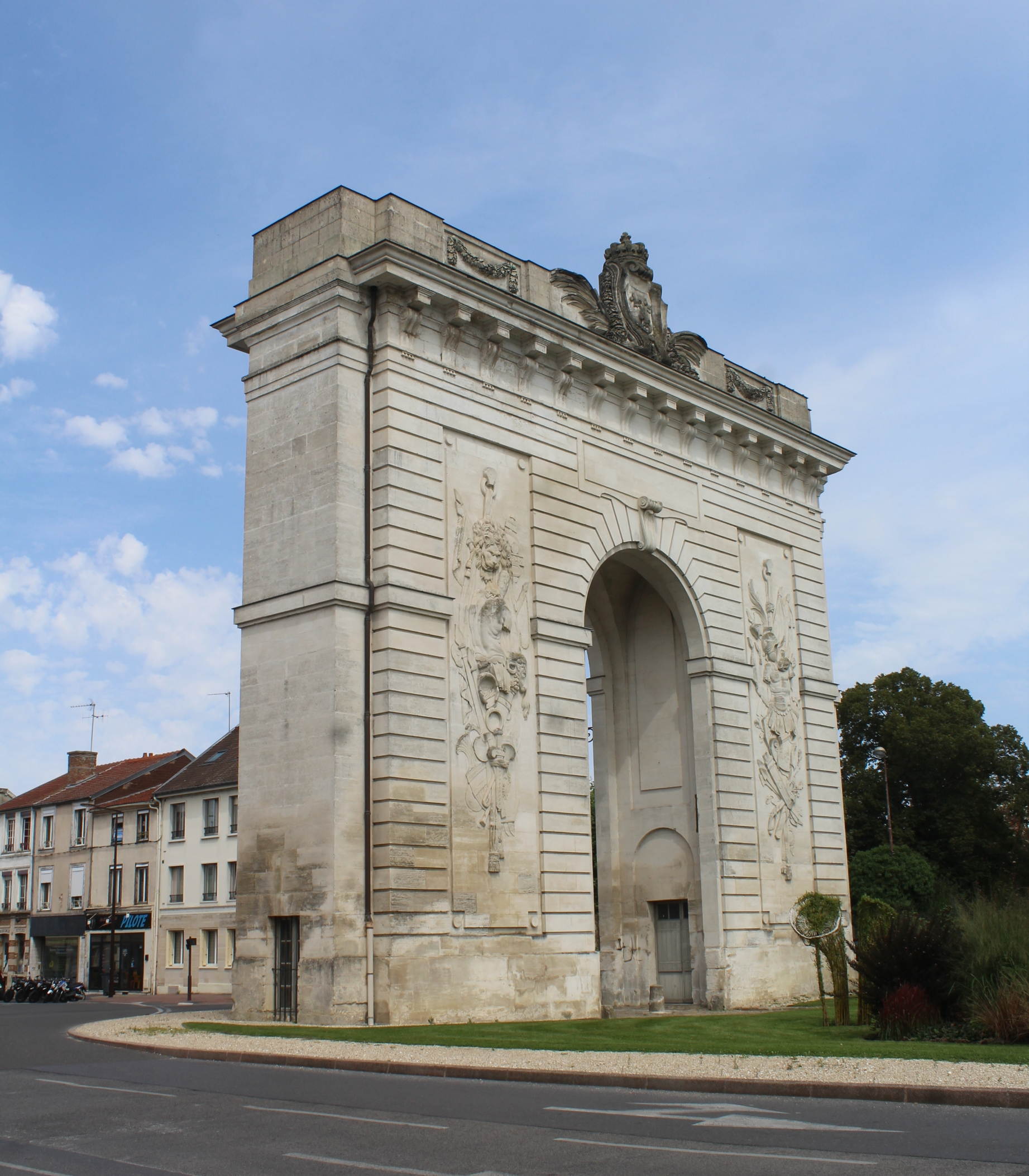
圣十字门
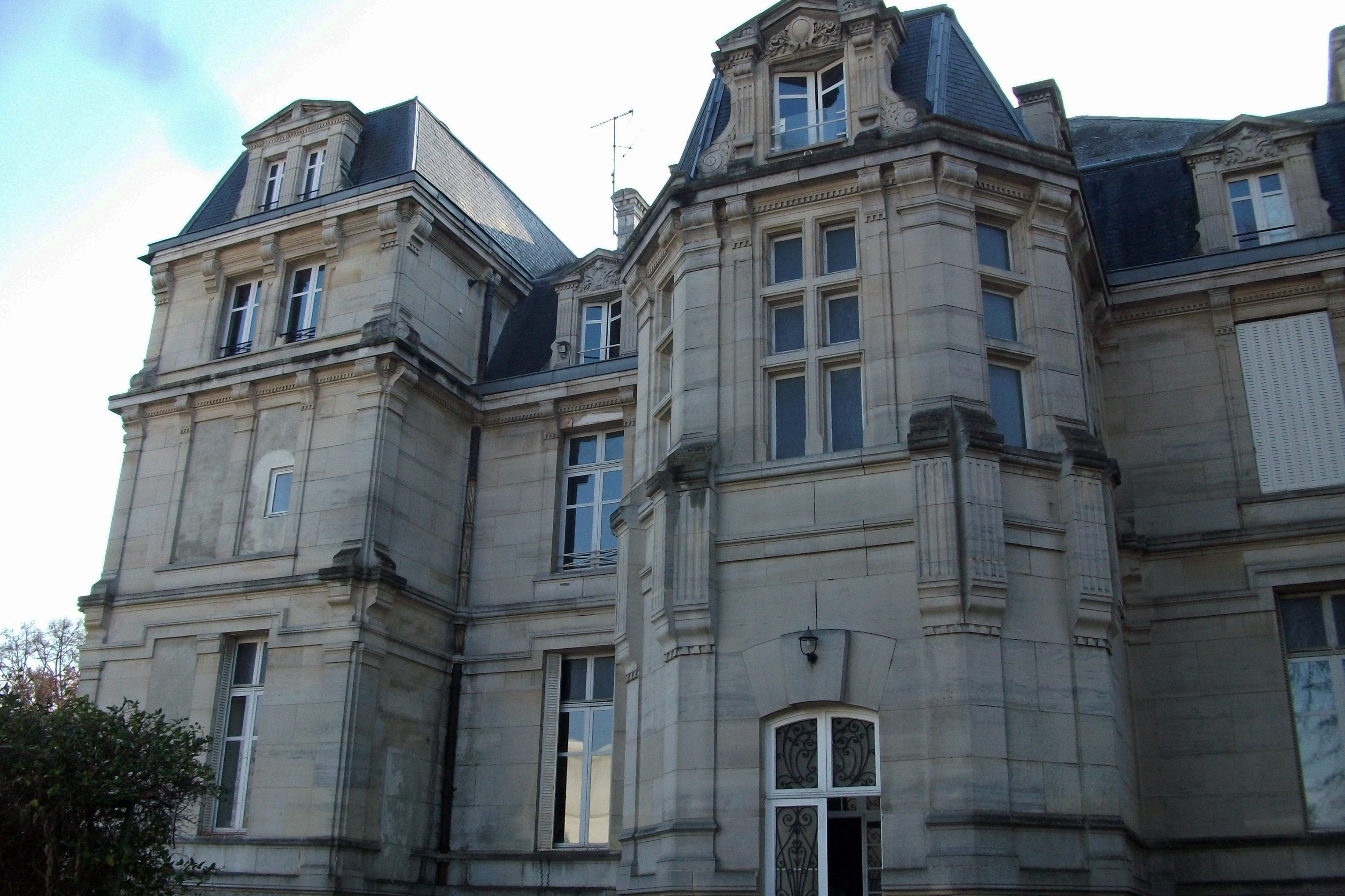
雅克松城堡（法语：Château Jaquesson）

### 宗教
香槟沙隆是天主教沙隆教区的首府，沙隆圣斯德望主教座堂为其主教座堂，后者是当地的一个地标性建筑，已于1862年被列入法国国家文物保护单位。

### 旅游

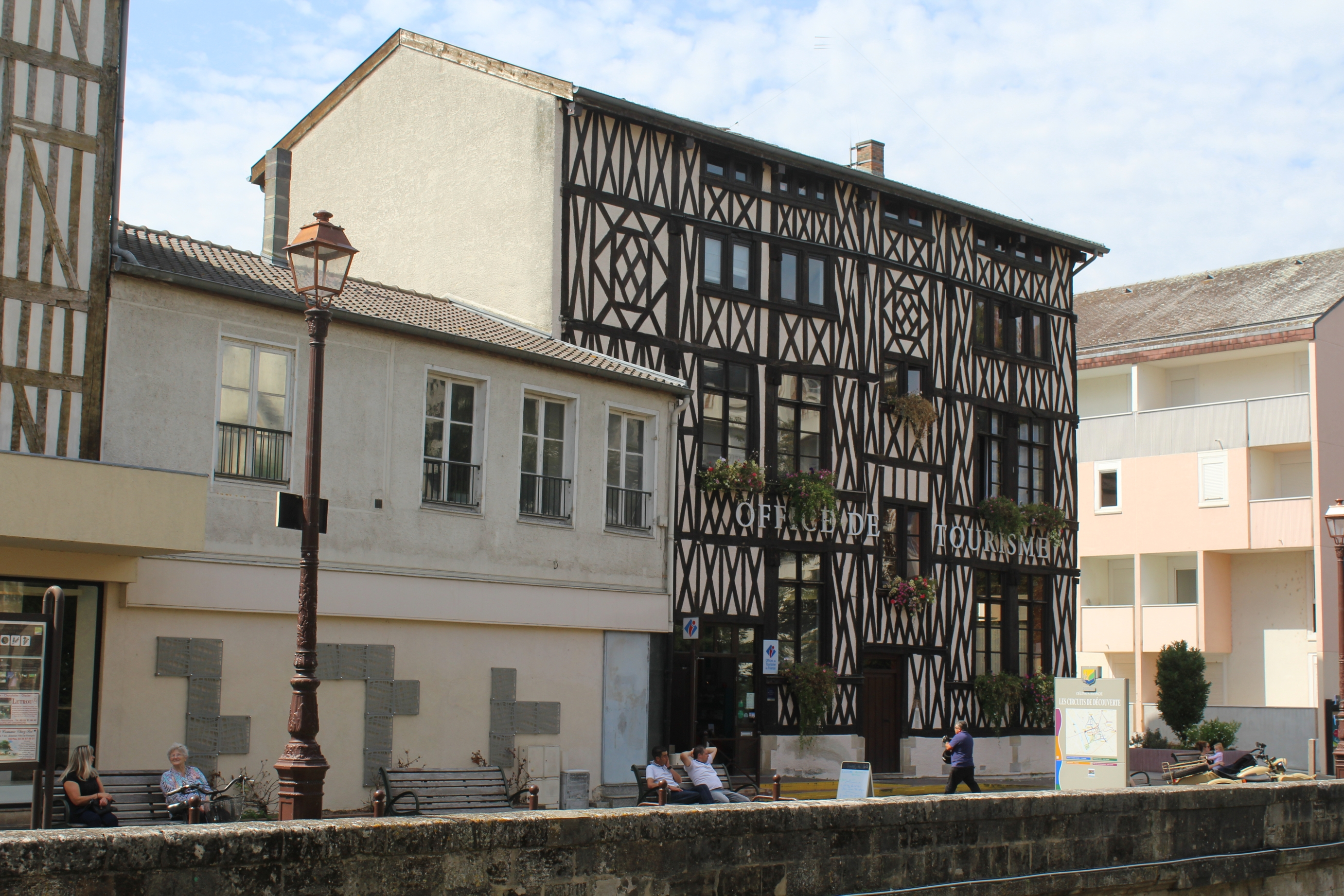
香槟沙隆旅游局

香槟沙隆是一个区域性的旅游城市，当地设有游客接待中心。2018年，香槟沙隆境内共有11个宾馆共计422间房间，另有1个露营地，可容纳共140辆露营车。

### 媒体
法国主要的媒体均可在香槟沙隆接收，法国电视三台下属的大东部大区频道在部分时段播出香槟沙隆所属区域的地方新闻。

## 相关人物
法国画家克洛德·奥布里耶、化学家皮埃尔·巴扬、食品罐头发明者尼古拉·阿佩尔、工程师艾蒂安·厄米申、将军雅克·马絮、政治家格扎维埃·贝特朗、歌手马诺·索洛和足球运动员雷米·乌丹出生于香槟沙隆。
诺贝尔和平奖获得者莱昂·布儒瓦逝世后安葬于香槟沙隆东部市政公墓。

## 友好城市
截至2020年4月，香槟沙隆共与六座城市互为友好城市关系。

| - 英格兰 伊尔克斯顿 - 布吉納法索 博博迪乌拉索 - 加拿大 米拉贝勒 | - 德国 诺伊斯 - 德国 维滕贝格 - 保加利亚 拉茲格勒 |